# Hagge Geigert
Elof Gösta Harry "Hagge" Geigert, före 1945 Johansson, född 30 juni 1925 i Lerdal, Dalsland, död 14 februari 2000 i Göteborg, var en svensk revyförfattare, teaterdirektör, tv-underhållare, författare, journalist och debattör.

## Biografi

### Tidiga år
Hagge Geigert började som journalist på tidningen Bohusläningen i Uddevalla, och det var här som han 1945 tog sig pseudonymen Hagge. Det var i Uddevalla som han inledde sin karriär som framgångsrik revyförfattare. 1955 gjorde han sin första revy, Stan kring Thordén. Geigert lyckades locka stora stjärnor som Git Gay, Nils Poppe och Brita Borg till Folkets Hus i Uddevalla. Han upptäckte också nya stjärnskott som Lill Lindfors, Anita Lindblom och Laila Westersund, vilka inledde sin artistkarriär hos Geigert.

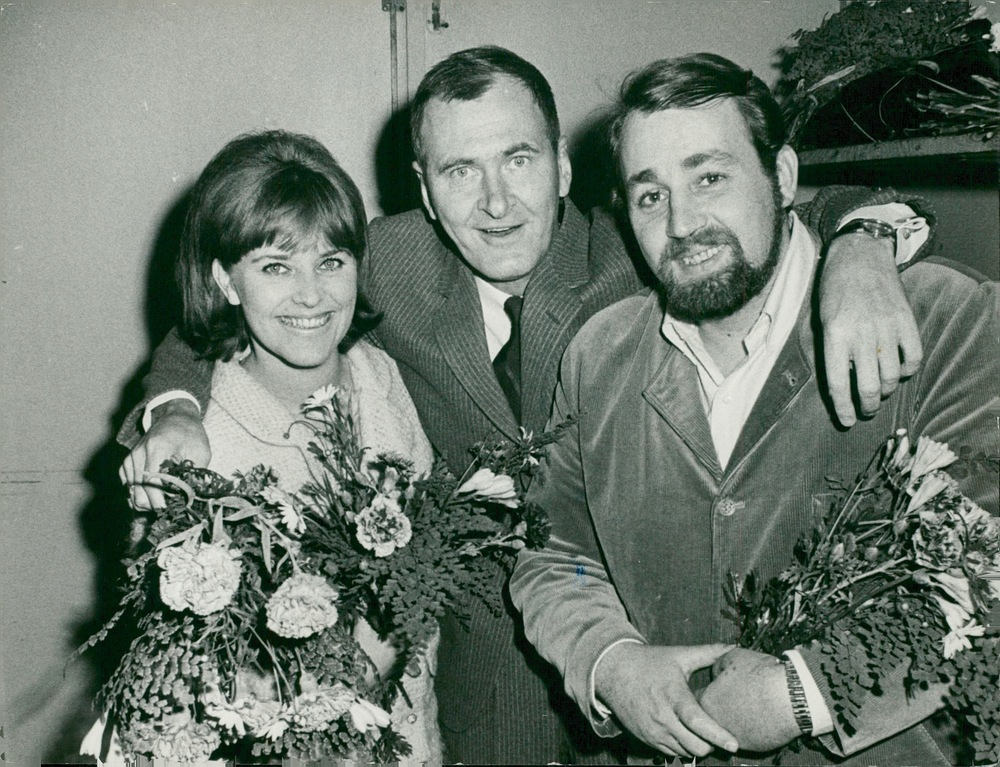
Hagge Geigert flankerad av Barbro Skinnar och Cornelis Vreeswijk 1965.

Under många somrar var han konferencier för trivselkvällarna i Kungsträdgården i Stockholm, där han presenterade många av tidens största artister. Hans första göteborgska satsning var en kabaré på Lorensberg 1962, tre år innan han tog Lisebergsteatern i besittning.

### Lisebergsteatern och kamper
Åren 1965–1997 var han teaterchef för Lisebergsteatern i Göteborg där Hagges revy blev en årlig tradition.
Geigert var en satiriker, hans texter var vassa och kvicka. Trots sin uppkäftighet blev han folkkär men också missaktad i vissa kretsar. Han tog tidigt ställning mot nazism och främlingsfientlighet, ett engagemang som grundlades när han efter andra världskriget hjälpte till att ta emot överlevande från förintelselägren.
I början av 1950-talet arbetade Geigert som ombudsman i Folkpartiets ungdomsförbund (FPU). Han var under hela sitt liv också en varm anhängare av staten Israel. Han mordhotades åtskilliga gånger under sitt liv, bland annat av Anders Klarström som senare blev Sverigedemokraternas förste partiledare.
Under 1970-talet blev han utfrusen av den tidens teaterelit som ansåg att Geigerts underhållning var ytlig. Sin sista stora kamp förde han mot tobaksbolagen. Han var själv sjuk i lungemfysem och tog strid på tidningarnas debattsidor mot rökning.

### TV-karriär
Som tv-man gjorde Geigert flera underhållningsprogram. Redan 1958 ledde han Måndagsposten. Samma år svarade han för underhållningen under ATP-valvakan då han lyckades sammanföra Tage Erlander och Karl Gerhard.
Den 30 maj 1975 (kl 20:00, SVT2) kom tv-serien Gäst hos Hagge som blev en långkörare med miljonpublik. Bland hans många gäster kan nämnas Georg Rydeberg, Sven Stolpe, Lill-Babs, Sten Broman, Ingvar Carlsson, Olof Palme, Sigge Fürst, Christina Schollin, Anita Ekberg, Anni-Frid Lyngstad, Birgit Nilsson,  Kikki Danielsson och Agnetha Fältskog.

### Krönikor
Under många år var Hagge Geigert krönikör i Göteborgs-Posten; flera av hans kåserier finns återutgivna i boken Hagge på hugget som utkom 1990.

### Hagges fredspris
Geigert instiftade 1994  "Hagge Geigerts fredspris" där pengar delas ut till personer och organisationer som uträttat något konkret i kampen mot främlingsfientlighet och rasism. Några av mottagarna är:
- 1994 – Flatåsskolan och Brunnsboskolan i Göteborg samt ungdomsteatern "Barn i krig"[8]
- 1995 – Janina Nilsson, för hennes hjälpverksamhet för mindre bemedlade i Polen samt sina ständiga resor i skolorna i Sverige där hon berättat om de fasansfulla krigsåren.[9]
- 1998 – Smyrnakyrkans ungdomar i Göteborg för sin mångkulturella verksamhet där flera invandrargrupper deltar, och för sitt gränsöverskridande arbete i invandrartäta förorter.[10]
- 1999 – Internationella barnbyar[11]
- 2000 – Artister för livet (tidigare Lirare mot våld)[12]

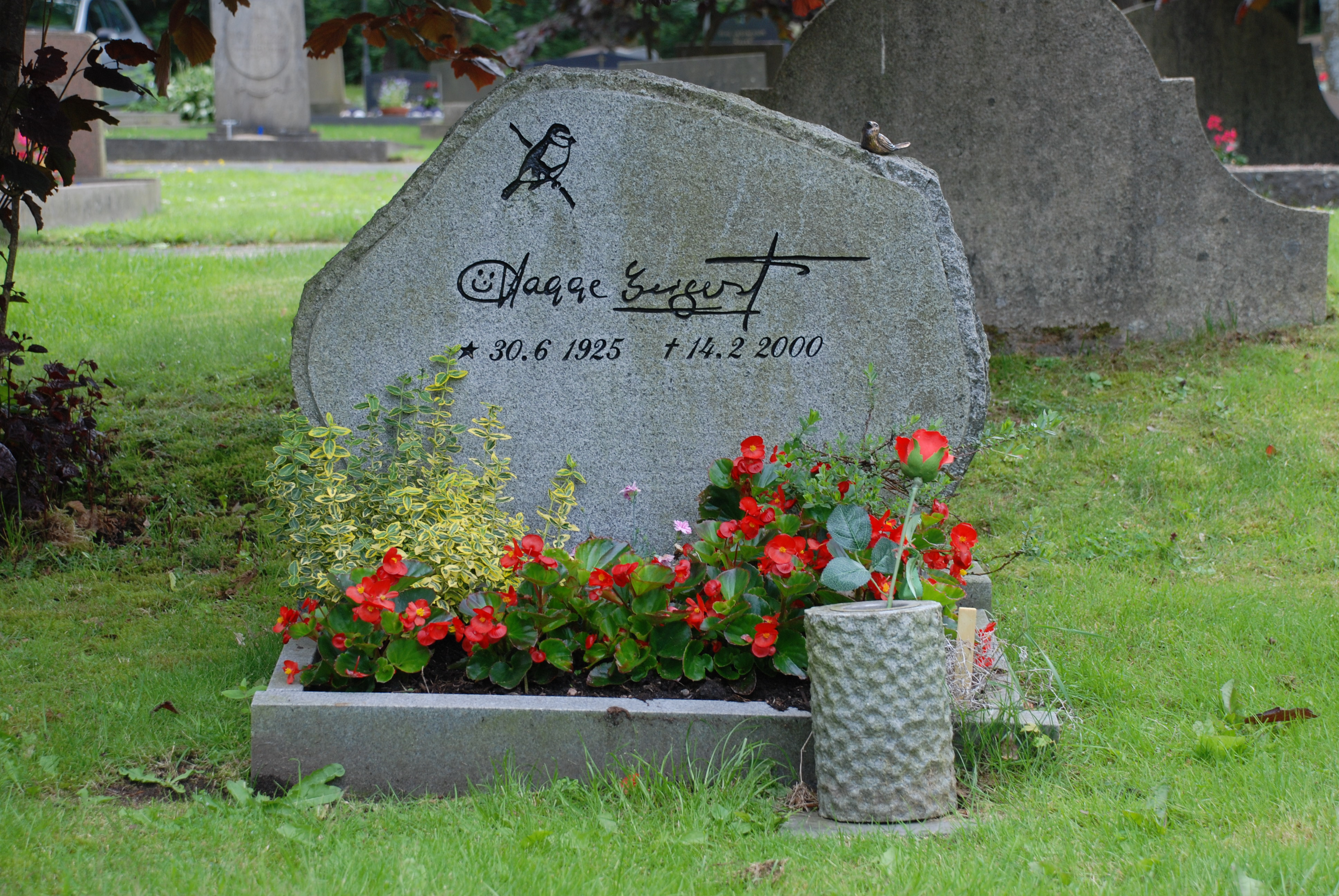
Hagge Geigerts grav på Västra kyrkogården i Göteborg.

## Privatliv
Hagge Geigert var son till nämndeman Ivan Johansson och Boletta Johansson, född Paulsdotter. Han var gift första gången 1958–1984 med Kerstin Wahlqvist, dotter till fabrikör David Wahlqvist och Clara Wahlqvist, född Andersson. Han gifte sig andra gången 4 juli 1989 med sjuksköterskan Inger Nyström (i hennes andra gifte), dotter till reparatör Gösta Nyström och Elisabeth Nyström, född Björksjö.
Geigert bodde under många år på adressen Lilla Bergsgatan 3, en trappväg från Lilla Bergsgatan och upp till Nilssonsberg.
Hagge Geigert avled år 2000 i sviterna efter lungsjukdomen KOL, detta efter att ha rökt ett paket cigaretter om dagen i nära 40 år. Han är begravd på Västra kyrkogården i Göteborg.
Geigerts son Joakim Geigert arbetar också inom TV-branschen.

## Utmärkelser
Hagge Geigert hedrades med många utmärkelser under sin karriär, inte minst för sitt hängivna arbete mot nazismen. År 2011 fick han Hagge Geigerts Trappor inom stadsdelen Annedal uppkallade efter sig.